# Alexandre-François Malbranche
Alexandre-François Malbranche, né le 6 avril 1818 à Bernay et mort le 16 mai 1888 à Rouen, est un pharmacien, botaniste et mycologue français.
Connu pour ses études botaniques et mycologiques associées à la Normandie, il est l’auteur de traités sur les lichens, les champignons, la tératologie chez les plantes, le genre botanique Rubus. En tant que taxonomiste, il a co-circonscrit un certain nombre d’espèces de Rubus.

## Biographie
Éduqué au collège de Rouen, après quelques années d’internat passées dans les hôpitaux de Paris où il a obtenu la quatrième place au concours, Malbranche s’est établi, ses études terminées, à Rouen, non sans regretter l’atmosphère de sciences de la capitale, et fait ses débuts en pharmacie chez un de ses oncles. Accueilli dans diverses sociétés savantes rouennaises, il y a occupé des postes importants et soumis de nombreux travaux.
Professeur de sciences et d’agriculture à l’École Normale primaire de Rouen, il a été admis, en 1854, à l’Académie des sciences, belles-lettres et arts de Rouen, où il s’est vu confier, quelques années plus tard, les fonctions de secrétaire pour la classe des sciences. Il était également de la Société d’Agriculture de la Seine-Inférieure, de la Société d’Horticulture, du Conseil Central et Départemental d’Hygiène, de la Société des Pharmaciens de la Seine-Inférieure. Il a longtemps été le pharmacien en chef dans les divers services de l’Hospice Général de Rouen.
Pendant vingt-cinq ans, il a pris une part active à l’essor de la Société des Amis des Sciences naturelles de Rouen, qu’il avait contribué à fonder, et dont il a été président à cinq reprises, pour n’en descendre que pour recevoir l’honorariat. Il a entretenu une correspondance suivie avec de nombreux savants étrangers, Elias Fries, Schimper, Ferdinand Arnold, Candolle, et aussi avec Lamouroux, René Lenormand, Jacques Delisse, Auguste Le Prévost et de Brébisson.
Spécialisé en lichenologie et en mycologie, il a doté la bibliographie normande d’ouvrages de botanique consciencieux et réputés. L’impression de son Catalogue des Plantes de la Seine-Inférieure a été votée par l’Académie de Rouen en 1861. Ses travaux sur les lichens de la Normandie et ses nombreuses notes sur les champignons normands, témoignent de son intense activité dans ce domaine.
Les organismes microscopiques ont fait l’objet des études de ses dernières années. Auteur d’importants travaux sur les champignons, il a également été l’un des plus précieux collaborateurs au Sylloge fungorum omnium hucusque cognitorum de Pier Andrea Saccardo, qui l’en a récompensé en lui dédiant le genre Malbranchea.

Lors de la parution des ouvrages de Charles Darwin, il s’est empressé de publier un ouvrage réfutant les théories du naturaliste anglais, pour déclarer, en s’appuyant sur l’autorité de Linné, Buffon, Jussieu, Cuvier, Flourens, Candolle, Agassiz, Quatrefages, que 

« le transformisme […] ne repose sur aucune base sérieuse, que cette théorie consiste dans des hypothèses plus ou moins ingénieuses dont aucun fait naturel n’établit la vraisemblance. »

En novembre 1887, la maladie l’a obligé à résigner ses fonctions de secrétaire pour la classe des sciences de l’Académie de Rouen.

## Publications partielles
- Catalogue des plantes cellulaires et vasculaires de la Seine-inférieure, 1864.
- Catalogue descriptif des lichens de la Normandie : classés d'après la méthode du Dr. Nylander, 1870.
- Le Transformisme, ses origines, ses principes, ses impossibilités, Précis de l’Académie de Rouen, 1874.
- Essai sur les Rubus normands, 1875.
- Contributions à l'étude monographique du genre Graphis, 1884.
- Note sur la floraison de l'"Helianthemum guttatum", Paris, L. Martinet, [s.d.], 2 p., in-8º.
- Sur une lettre inédite de Linné à Correa de Serra, Paris, L. Martinet, 1866, [s.d.], 5 p., in-8º.
- Quelques réflexions sur le darwinisme, Rouen, H. Boissel, 1866, 15 p., in-8º.
- Considérations sur la panachure, Rouen, H. Boissel, 1867, 7 p. in-8º.
- Les Lichens de la Normandie, ou Catalogue descriptif des lichens de cette région, 1re partie : Généralités. Collémacées, Rouen, H. Boissel, 1868, 36 p., in-8º, 36 p., pl.
- Notice sur M. de Brébisson, Rouen, Léon Deshays, 1873, 10 p., in-8º.
- Les sciences et l’agriculture : discours prononcé à la distribution des prix de l’École normale de Rouen, le 7 août 1879, Rouen, E. Cagniard, 1881, 21 p. ; in-8º.
- Supplément au catalogue descriptif des lichens de la Normandie, Rouen, Léon Deshays, 1881, 64 p.
- Catalogue descriptif des lichens de la Normandie classés d’après la méthode du Dr Nylander, Rouen, E. Cagniard, 2de éd. 1882, 283 p.
- Champignons nouveaux ou peu communs récoltés en Normandie, dans les départements de la Seine-Inférieure et de l’Eure (3e liste), avec Jean-Baptiste-Pierre Letendre (d) , Rouen, Léon Deshays 1884, 30 p. in-8º, lire en ligne sur Gallica.
- Les Microbes, Rouen, E. Cagniard 1885, 27 p. in-8º.
- Notice biographique sur M. Girardin, Rouen, E. Cagniard 1885, réimp. 1886, 13 p..
- Notice biographique sur H. Lepage, pharmacien à Gisors, membre correspondant de l’académie de médecine, lue à la Société libre de l’Eure (section de Bernay), dans la séance publique tenue le 28 novembre 1886, Bernay, Vve A. Lefèvre 1886, 14 p. lire en ligne sur Gallica
- Champignons nouveaux ou peu connus récoltés en Normandie, 4e liste, avec Jean-Baptiste-Pierre Letendre, Rouen, J. Lecerf, 1887, in-8º, lire en ligne sur Gallica.
- Essai monographique sur les "Ophiolobus" observés en Normandie, avec Eugène Niel, Rouen, J. Lecerf, p. 47-61, pl. ; in-8º.